# Nogucsi Hidejo

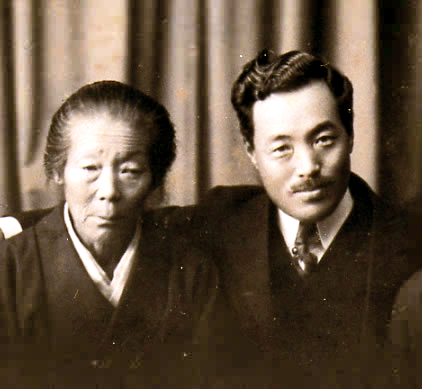
Nogucsi Hidejo édesanyjával, Sikával

Nogucsi Hidejo (japánul 野口 英世) (Inavasiro, 1876. november 24. – Accra, 1928. május 21.) japán orvos és bakteriológus. A sárgaláz kutatója és a szifilisz kórokozójának felfedezője.

## Élete
A fukusima prefektúrai Inavasiróban született Nogucsi Szeiszaku (野口清作) néven, egy földműves család első gyermekeként. Másfél évesen, 1878-ban, beleesett egy tűzhelybe és égési sérülést szenvedett a bal karján. 1883-ban a Micuva Általános Iskola diákja lett. Barátai és tanára, Kobajasi nagylelkű adományaiból kezét megműthették az aidzuvakamacui Kaijó Kórházban. Az operáció után ismét képes volt használni a kezét.
Nogucsi úgy döntött, hogy orvos lesz és segít a bajba jutottakon. Vatanabe Kanaetól tanult, attól az orvostól, aki megműtötte a kezét. 1897-ben, amikor húszéves volt, letette az egészségügyi vizsgát. További oktatásában Csivaku Morinoszuke támogatta. Tanulmányai után, három éven keresztül, a Fertőző Betegségek Intézetében dolgozott. 1898-ban keresztnevét Hidejóra változtatta.
1900-ban az Amerikai Egyesült Államokba költözött, ahol kutatási segédként szerzett állást. Figyelmét a mérgeskígyók felé fordította. 1904-ben a Rockefeller Egyetem tagja lett. 1913-ban felfedezte a Treponema pallidumot egy szifiliszes beteg szervezetében, és bebizonyította, hogy a betegséget ez a baktérium okozza. 1918-ban Nogucsi közép- és dél-amerikai utat tett, hogy sárgaláz elleni oltóanyagot keressen és hogy kutassa a Oroya lázat, a járványos gyermekbénulást és a granuláris kötőhártyagyulladást. Az ecuadori hadseregben tiszteletből ezredesi rangot kapott.
Afrikai tartózkodása alatt elkapta a sárgalázat. A ghánai Accrában a betegség végzett vele 52 éves korában. Nevét egy baktérium, a Leptospira noguchii őrzi. Arcképe a 2004-ben kibocsátott 1000 japán jenes bankjegyen is látható.

## Fordítás
- Ez a szócikk részben vagy egészben  a   Hideyo Noguchi című angol Wikipédia-szócikk ezen változatának fordításán alapul.  Az eredeti cikk szerkesztőit annak laptörténete sorolja fel. Ez a jelzés csupán a megfogalmazás eredetét és a szerzői jogokat jelzi, nem szolgál a cikkben szereplő információk forrásmegjelöléseként.